# Nunatak Paraná
Nunatak Paraná är en nunatak i Antarktis. Den ligger i Östantarktis. Argentina och Storbritannien gör anspråk på området. Toppen på Nunatak Paraná är 367 meter över havet.
Terrängen runt Nunatak Paraná är kuperad österut, men västerut är den platt. Terrängen runt Nunatak Paraná sluttar brant västerut. Trakten är obefolkad. Det finns inga samhällen i närheten.